# استپان الماس

استپان گئورگی الماس (ارمنی: Ստեփան Գևորգի Էլմաս؛ زاده ۲۴ دسامبر ۱۸۶۴ – درگذشته ۱۱ اوت ۱۹۳۷) آهنگساز و نوازنده پیانو اهل ارمنستان بود.

## زندگی شخصی
وی از دانشگاه موسیقی و هنرهای نمایشی وین فارغ‌التحصیل گشت.

## آهنگسازی

### پیانو همراه ارکستر
- کنسرتو پیانو شماره ۱ در سل مینور, ۱۸۸۲
- کنسرتو پیانو شماره ۲, ۱۸۸۷ (۱۹۲۳ یا زودتر منتشرشده)[۱]
- کنسرتو پیانو شماره ۳, ۱۹۰۰
- Andante cantabile et rondo pastorale
- Youth Concerto (not orchestrated; به آنتون روبینشتاین تقدیم‌شده)

### ارکستر زهی
- نوکتورن شماره ۴
- رمانس

### پیانو (منتخب)
- ۱ آرابسک
- ۲ Aubades، بالاد (موسیقی کلاسیک)، ۲ شانسون، ۲ ترانه، Complainte,[۲] en:Eclogue، Elégie,[۳] en:Idylle, قصیده غنایی، رمانس، سونت، Stances[۴] (تمامی به ویکتور هوگو تقدیم‌شده)
- ۲ بالاد
- ۲ en:Barcarolle
- ۲ لالایی
- ۲ en:Bolero
- ۵ Dances Armeniennes (رقص‌‌های ارمنی)
- ۶ اتود (به فرانتس لیست تقدیم‌شده) (۱۸۸۴ توسط Wetzler of Wien منتشرشده)[۵]
- ۱ فانتازیا
- ۱ فانتازیا – مازورکا
- ۲ ایمپرمتو
- ۱ ایمپرمتو – مازورکا
- ۱ en:Marche Funèbre
- ۲۷ مازورکا
- ۷ نوکتورن
- ۶ پولونز
- ۱ پولونز – فانتازیا
- ۲۵ پرلود
- ۱ روندو
- ۲ اسکرتسو
- ۴ سونات (شماره ۱ در سی مینور ۱۹۲۳ یا زودتر منتشرشده[۱])
- ۹ والس

### موسیقی مجلسی
- رمانس
- قطعه برای کنسرت
- کوارتت پیانو در ر مینور[۶]
- تریو پیانو در سی بمل ماژور (نخستین بار در ۱۹۲۳ یا زودتر منتشرشده)[۶]
- آداجیو برای ویولن و پیانو
- نوکتورن شماره ۲ برای ویولن و پیانو
- نوکتورن شماره ۴ برای ویولن و پیانو
- رمانس برای ویولن و پیانو

### موسیقی آوازی
- L'Arménie Martyre
- Offrande

## نگارخانه

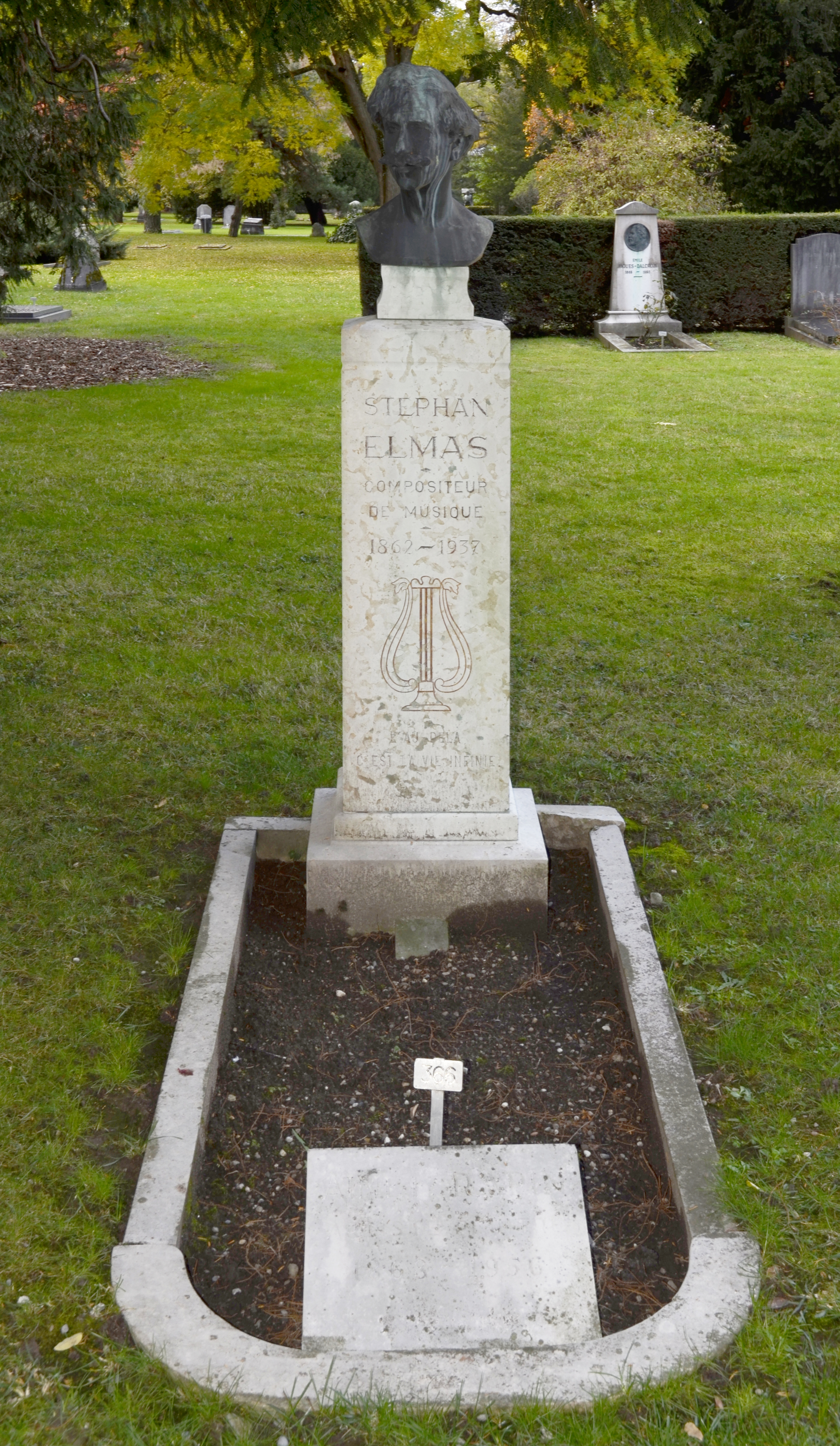
مقبره استپان الماس در Cimetière des Rois در ژنو